# Südliche Talleiten Spitze
Südliche Talleiten Spitze är en bergstopp i Österrike.   Den ligger i distriktet Lienz och förbundslandet Tyrolen, i den centrala delen av landet, 300 km sydväst om huvudstaden Wien. Toppen på Südliche Talleiten Spitze är 2 998 meter över havet.
Terrängen runt Südliche Talleiten Spitze är huvudsakligen bergig, men den allra närmaste omgivningen är kuperad. Närmaste större samhälle är Lienz, 15,7 km söder om Südliche Talleiten Spitze. 
Trakten runt Südliche Talleiten Spitze består i huvudsak av gräsmarker. Runt Südliche Talleiten Spitze är det ganska glesbefolkat, med 27 invånare per kvadratkilometer.